# Biebrza
Biebrza (litauisk: Bebras, hviderussisk: Bobra, tysk: Bober) er en flod i det nordøstlige Polen, en biflod til floden Narew (nær Wizna), og har en længde på 164 kilometer og et afvandingsområde på 7.092 km 2 (7.067 i Polen).

## Geografi
Den har sit udspring omkring en kilometer syd for landsbyen Nowy Dwór i Gmina Nowy Dwór nær grænsen til Hviderusland. Nordvest for Białystok strømmer den stærkt slyngende flod gennem Biebrza-sumpene, som med et areal på 1.290 km² er blandt de største sumpområder i Europa. Biebrza løber ud i Narew nær landsbyen Wierciszewo (Gmina Wizna).

## Større byer i området
- Lipsk
- Sztabin
- Goniądz
- Osowiec-Twierdza
- Radzilow
- Wizna

## Bifloder
- Bifloder fra højre: Netta, Lega, Ełk, Wissa
- Bifloder fra venstre: Sidra, Brzozówka

## Naturbeskyttelse
I dag er floden bedst kendt for det levende dyreliv i tørvemoserne i dens oversvømmelsesområder.
Biebrza-dalens landskab er i høj grad et naturligt landskab med en stor variation af planter og dyr. Der er over 70 plantesamfund og over 950 arter af karplanter. Over 273 fuglearter yngler her. For mange af dem er det det vigtigste yngleområde i Centraleuropa. Særligt bemærkelsesværdige er: tredækker, brushane, hvidvinget terne, vandsanger, stor skrigeørn, lille skrigeørn , dværgørn.
Biebrza marsken er en del af Biebrza Nationalpark, der blev etableret i 1993.